# Helia Molina
Helia Molina, née le 2 avril 1947 à Santiago au Chili, est une médecin et femme politique chilienne.
Pédiatre, professeur à la faculté des Sciences médicales de l'université de Santiago du Chili, elle est élue doyenne de la faculté en 2017.
Elle est aussi consultante auprès de l'Organisation panaméricaine de la santé (OPS), de l'Organisation mondiale de la santé (OMS), de l'UNICEF, de la Banque interaméricaine de développement et d'autres agences et organismes internationaux.
En politique, Helia Molina est ministre de la Santé publique de janvier à décembre 2014, dans le deuxième gouvernement de Michelle Bachelet, mais démissionne à la suite d'une polémique sur son opinion en faveur du droit à l'avortement. Elle est élue députée en 2021 par le district de la région métropolitaine de Santiago à la LVIe législature du Congrès national du Chili de 2022-2026.

## Carrière médicale et académique
Helia Águeda Molina Milman naît à Santiago du Chili le 2 avril 1947. Elle entreprend des études de médecine et obtient le diplôme en sciences médicales de l'université du Chili en 1971 et le titre de chirurgienne dans la même université en 1973. Elle obtient plus tard une maîtrise en santé publique à l'Université du Chili en 1999.
Elle enseigne de 1977 à 1990 dans l'Unité d'enseignement associé de Pédiatrie de l'université Pontificale Catholique (PUC) de l'hôpital Dr. Sótero del Río. Helia Molina coordonne et participe à plusieurs études et projets nationaux et internationaux. Elle écrit de nombreux ouvrages et publications scientifiques dans le domaine de l'enfant et de ses droits, ainsi que des politiques publiques pour le développement de la petite enfance.
En parallèle à son enseignement universitaire, Helia Molina est médecin clinicienne au service de pédiatrie de l'hôpital Sótero del Río jusqu'en 1990. Elle est ensuite, de 1991 à 1995, directrice des soins primaires du Service de santé métropolitain d'Oriente. De 1995 à 1999, elle est conseillère du ministère de la Santé en matière de soins primaires et de promotion de la santé. Dans le domaine des sociétés scientifiques, elle est la directrice, la vice-présidente puis la première femme présidente de la Société chilienne de pédiatrie, de 1983 à 1987, et la directrice de la Société chilienne d'épidémiologie à partir de 1999.
Helia Molina travaille de 2000 à 2004 à l'Organisation panaméricaine de la santé (OPS) comme conseillère régionale sur la santé des enfants pour l'Amérique latine et les Caraïbes. Revenue au Chili, elle retourne à l'université Pontificale catholique et devient en 2006 membre du Conseil des enfants créé par la présidente Michelle Bachelet dans son premier gouvernement. À ce titre, Helia Molina rejoint le ministère de la Santé, où elle est chef de la Division des politiques de santé et de la promotion de la santé dans le sous-secrétariat à la santé publique, de 2006 à 2010. Elle est en plus, de 2008 à 2010, la secrétaire exécutive du Chile Crece Contigo, un organisme de politique publique pour la protection de l'enfance.
Elle est en même temps membre du Réseau de connaissances sur le développement de l'enfant, de 2005 à 2008, dans le cadre de la Commission de l'OMS sur les indicateurs sociaux de la santé.
Elle est élue en 2017 doyenne de la faculté des sciences médicales de l'université de Santiago, pour les années 2018 et 2019.

## Carrière politique

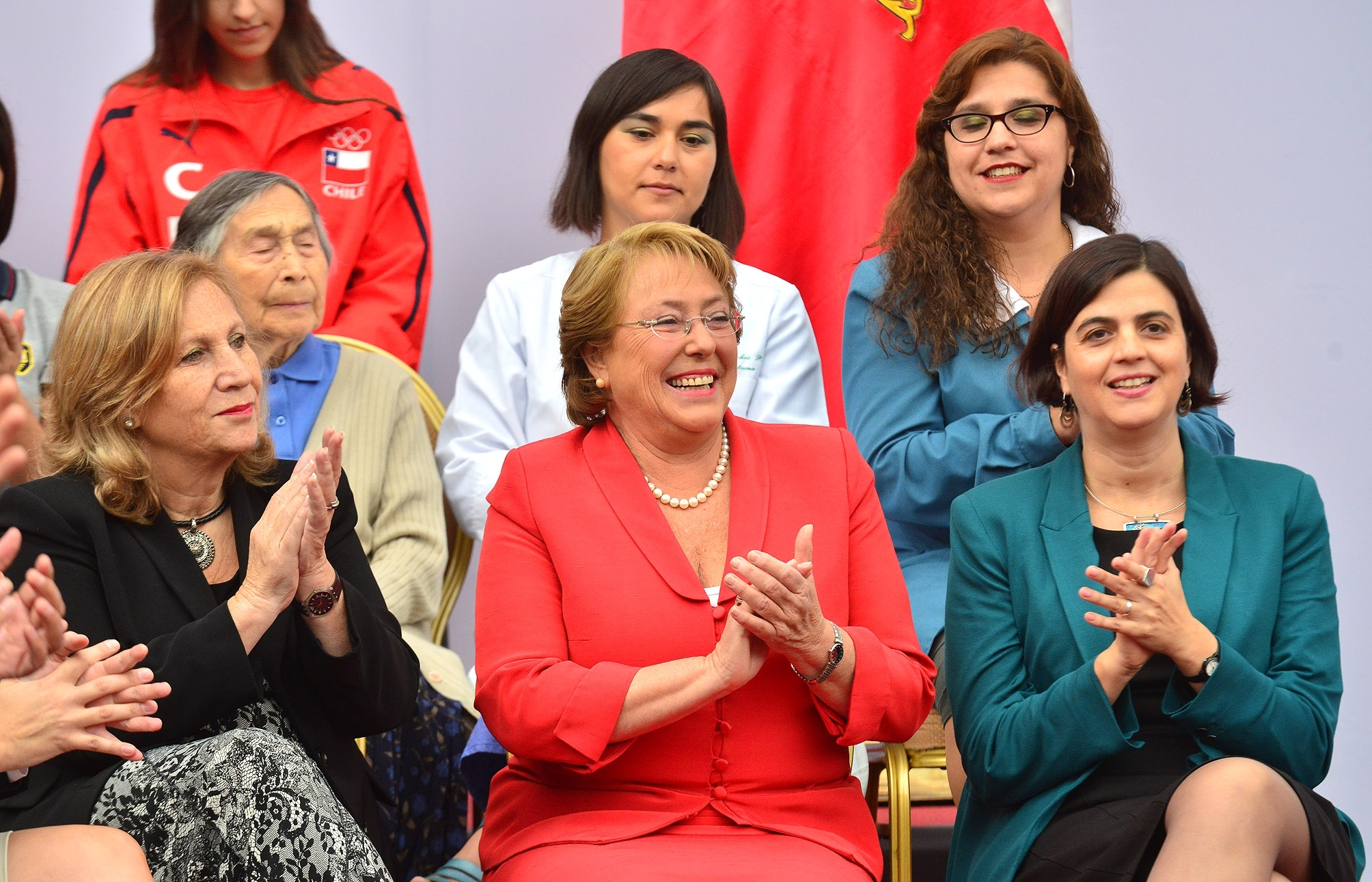
Helia Molina (à gauche) avec Michelle Bachelet et Claudia Pascual.

### Ministre de la Santé publique
Helia Molina est nommée en janvier 2014 ministre de la Santé publique par la présidente de l'époque, Michelle Bachelet, au sein de son deuxième gouvernement. Elle prend en charge le portefeuille de la Santé à partir du 11 mars 2014.
Le 30 décembre 2014, dans une interview accordée au journal La Segunda, elle déclare que « dans toutes les cliniques privées, de nombreuses familles conservatrices ont fait avorter leurs filles », soulignant l'injustice structurelle causée par l'accès à l'avortement possible pour les citoyens riches mais interdit aux pauvres. La polémique engendrée par ces propos conduit le gouvernement à publier un communiqué indiquant que les déclarations de la ministre sont strictement personnelles. Le jour même, Helia Molina présente sa démission, qui est acceptée par le président.

### Candidate à la mairie
En mai 2016, Helia Molina participe aux primaires municipales pour la mairie de Ñuñoa pour le parti de la Nouvelle Majorité. Sa campagne est officiellement lancée le 28 mai 2016, sur la Plaza Villa Olímpica à Ñuñoa. Lors des élections primaires du 19 juin, Molina obtient 35,17% des voix et elle est investie par la parti comme candidate à la mairie de Ñuñoa. Helia Molina perd l'élection en n'obtenant que 22 373 voix (35,7%), contre 30 944 voix (49,4 %) pour le maire sortant, Andrés Zarhi (es),.

### Députée
Membre du Parti pour la démocratie, Helia Molina se présente aux élections parlementaires de 2021. Elle est élue députée par le 10e district, celui de la région métropolitaine de Santiago, pour la LVIe législature du Congrès national du Chili, sur la période 2022-2026. Elle fait partie de quatre commissions permanentes, de plusieurs commissions d'enquête, et participe en mai 2022 à la Conférence mondiale de l'Unesco sur l'enseignement supérieur.

## Principales publications
- (es) Molina Milman, Cordero et Silva, « De la sobrevida al desarrollo integral de la infancia: Pasos en el desarrollo del sistema de protección integral a la infancia », Revista Chilena de Pediatria, vol. 79,‎ novembre 2008, p. 11–17 (lire en ligne).
- (es) Molina, « Discapacidad en la infancia: Desafío de la salud pública », UNICEF Chile.
- (es) Encuentro Internacional de Desarrollo Infantil en el marco de los Objetivos de Desarrollo del Milenio (ODM), Pan American Health Organization, 2004 (ISBN 9275326088, lire en ligne).
- Lee, Kiyu, Molina Milman et Jimenez, « Improving Health and Building Human Capital Through an Effective Primary Care System », Journal of Urban Health, vol. 84,‎ 2007, p. 75–85 (PMID 17356902, PMCID 1891639, DOI 10.1007/s11524-007-9175-5).
- Molina Milman, Castillo, Torres Sansotta et Valenzuela Delpiano, « Scaling up an early childhood development programme through a national multisectoral approach to social protection: lessons from Chile Crece Contigo », The BMJ, vol. 363,‎ 7 décembre 2018, k4513 (PMID 30530499, PMCID 6282756, DOI 10.1136/bmj.k4513).